# The Liberation of L.B. Jones
The Liberation of L.B. Jones (No se compra el silencio en España y Fuego negro en México) es una película estadounidense de 1970 dirigida por William Wyler con guion de Stirling Silliphant y Jesse Hill Ford, quien escribió la novela de la que se basa el filme.
La ultima película de Wyler, trata sobre Lord Byron Jones, un millonario negro de Tennessee al Sur de Estados Unidos quien, al buscar ayuda legal para divorciarse de su mujer que le fue infiel con un policía blanco, este trama asesinarlo.
En 28.ª entrega de los Premios Globo de Oro, Lola Falana obtuvo una nominación a la nueva estrella del año - Actriz.

## Reparto
- Roscoe Lee Browne - L.B. Jones
- Lee J. Cobb - Oman Hedgepath
- Lee Majors - Steve Mundine
- Anthony Zerbe - Willie Joe Worth
- Lola Falana - Emma Jones
- Arch Johnson - Stanley Bumpas
- Barbara Hershey - Nella Mundine
- Yaphet Kotto - Sonny "Sonny Boy" Mosby
- Chill Wills - Sr. Ike
- Dub Taylor - alcalde
- Eve McVeagh - Sra. Griggs